# Erwin Kessler (militant)
Erwin Kessler (n. 29 februarie 1944, Romanshorn⁠(d), cantonul Thurgau, Elveția – d. 24 septembrie 2021, Tuttwil⁠(d), cantonul Thurgau, Elveția) a fost un militant elvețian pentru drepturile animalelor.